# Bubo bubo (pořad)
Bubo bubo je česká televizní soutěž, premiérově vysílaná v roce 2011 na TV Prima.

## Průběh soutěže
Pořad koncepčně navázal na soutěž Československé televize Šest ran do klobouku z 80. let 20. století. Moderoval jej Bohumil Klepl a nad správností odpovědí dohlížel Pavel Lukeš, autor a moderátor Šesti ran do klobouku. V jednom dílu se proti sobě utkaly tři dvojice známých osobností systémem každá s každou. Úkolem soutěžících bylo správně zodpovědět otázku týkající se neobvyklých slovních výrazů, přičemž vždy měli na výběr ze tří možností. Po každém kole následovala mezihra – v první soutěžil vylosovaný divák ve studiu, ve druhé televizní diváci zhlédli hudební videoklip a měli na posléze položenou otázku odpovídat prostřednictvím SMS a ve třetí soutěžil předem vybraný divák po telefonu a mohl získat 5000 – 15 000 Kč. Ve finále se proti sobě utkala vítězná dvojice s jednou z poražených v házení míčků do košů připevněných na hlavě soutěžících.

## Vysílání
Pořad byl vysílán na TV Prima každý čtvrtek od 20.00 od září do prosince 2011, kdy bylo odvysíláno 12 dílů. Další epizody pořadu již z důvodu nízké sledovanosti nebyly vyrobeny.

## Seznam dílů
Vítězné páry jsou v tabulce vyznačeny tučně.
| Číslo dílu | Soutěžní pár 1                        | Soutěžní pár 2                            | Soutěžní pár 3                     | Premiéra           |
| ---------- | ------------------------------------- | ----------------------------------------- | ---------------------------------- | ------------------ |
| 1          | Ilona Csáková Tomáš Trapl             | Petr Štěpánek Kateřina Brožová            | Pavel Soukup Isabela Siegelová     | 15. září 2011      |
| 2          | Hana Ševčíková Ladislav Hampl         | Monika Fialková Pavel Trávníček           | Petra Janů Michal Zelenka          | 22. září 2011      |
| 3          | Iva Kubelková Vladimír Kratina        | Jan Čenský Ivana Andrlová                 | Petr Janda Eliška Jandová          | 29. září 2011      |
| 4          | Petr Konáš Petra Horváthová           | Martin Dejdar Petr Vacek                  | Vilém Čok Olga Lounová             | 6. října 2011      |
| 5          | Gabriela Partyšová Andrea Ježková     | Barbora Štěpánová Miroslav Barabáš        | Leona Machálková Václav Kopta      | 13. října 2011     |
| 6          | Alice Bendová Martin Zounar           | Tomáš Matonoha Lucie Benešová             | Hana Zagorová Karel Vágner         | 20. října 2011     |
| 7          | Jana Boušková Václav Vydra            | Otakar Brousek mladší Jaroslava Brousková | Janek Ledecký Marek Vašut          | 27. října 2011     |
| 8          | Ladislav Potměšil Jaroslava Brousková | Jiří Krampol Jana Fořtová                 | Peter Nagy Michal Kovalčík         | 3. listopadu 2011  |
| 9          | Miluše Bittnerová Oldřich Navrátil    | Michaela Dolinová David Suchařípa         | Monika Absolonová Jakub Wehrenberg | 10. listopadu 2011 |
| 10         | Josef Mladý Hana Mladá                | Kamila Špráchalová Jan Zadražil           | Petr Kolář Zuzana Kolářová         | 17. listopadu 2011 |
| 11         | Andrea Šťastná Jiří Pomeje            | Markéta Hrubešová Emanuele Ridi           | Vlastimil Horváth Vlasta Korec     | 24. listopadu 2011 |
| 12         | Aleš Háma Kateřina Hrachovcová        | Jana Švandová Josef Carda                 | Andrea Kalivodová Daniel Hůlka     | 1. prosince 2011   |

## Kritika
Kritička Mirka Spáčilová uvedla, že soutěž prezentovaná jako „zbrusu nový zábavný pořad“ je „tak okatou předělávkou“, a udělila pořadu hodnocení 30 %.